# Kreisstadt
Als Kreisstadt wird in Deutschland eine Stadt bezeichnet, in der die Verwaltung eines Landkreises oder Kreises ihren Sitz hat. Im Regelfall befinden sich hier die Organe des Landkreises, nämlich der Kreistag und der Landrat. Das Nähere bestimmen in Deutschland die Landkreisordnungen oder Kommunalverfassungen der Länder und die Landkreise in ihren Hauptsatzungen. Die Bezeichnung ist daher nicht deutschlandweit einheitlich geregelt.
Beispiele:
- In Nordrhein-Westfalen bestimmt die Gemeindeordnung, dass die Stadt, in der die Kreisverwaltung ihren Sitz hat, als Kreisstadt bezeichnet wird.[3]
- In Rheinland-Pfalz wird eine Kreisstadt gemäß § 3 Abs. 2 der Landkreisordnung (LKO) als Sitz der Kreisverwaltung bezeichnet.[4]
- In Schleswig-Holstein bestimmen die Kreise in ihren Hauptsatzungen die Kreisstadt.

Nicht zu verwechseln ist der Begriff „Kreisstadt“ mit dem Begriff „Stadtkreis“. Letzterer bezeichnet heute eine kreisfreie Stadt in Baden-Württemberg.

## Kreishauptort
Der Verwaltungssitz eines (Land-)Kreises muss sich nicht notwendigerweise in einer Gebietskörperschaft befinden, der Stadtrechte verliehen wurden. Er kann ebenso in einer Gemeinde (auch einer Marktgemeinde) ohne Stadtrechte liegen. In diesem Fall lautet die Bezeichnung nicht Kreisstadt, sondern Kreishauptort. Bis in die 1970er Jahre gab es vor allem in Bayern und Niedersachsen Kreisverwaltungen in Kreishauptorten, zum Beispiel Wegscheid und Mallersdorf sowie Wittlage in Niedersachsen. Mit der Auflösung von Kreisen im Rahmen von Kreisgebietsreformen (z. B. Auflösung der Landkreise Mallersdorf und Wittlage) sowie der Verleihung des Titels Stadt, z. B. an Westerstede am 28. Mai 1977, sind diese Sonderfälle zum Großteil entfallen. Als einziger Kreishauptort in Deutschland verbleibt der Markt Garmisch-Partenkirchen.

## Externe Kreisverwaltung
Der Sitz der Kreisverwaltung einiger Landkreise liegt außerhalb des Gebiets des Landkreises (oft in der namensgleichen, vom Kreisgebiet umgebenen, selbst aber kreisfreien Stadt; ein Beispiel hierfür ist der Landkreis München).

## Große Kreisstadt
Vom bestimmten Rechtsbegriff der „Kreisstadt“ zu unterscheiden ist der der „Großen Kreisstadt“ in den Ländern Baden-Württemberg, Bayern, Sachsen und Thüringen. Einer Großen Kreisstadt obliegen zusätzliche Verwaltungsaufgaben, die sonst nur den Landkreisen oder kreisfreien Städten vorbehalten sind (vgl. etwa § 15 Abs. 1 Nr. 1 LVG Baden-Württemberg). Dabei muss die Große Kreisstadt nicht zwingend auch eine Kreisstadt sein. Ein Beispiel hierfür ist die Große Kreisstadt Backnang im Rems-Murr-Kreis (Baden-Württemberg), dessen Kreisstadt Waiblingen ist. Ein weiteres Beispiel ist auch die Große Kreisstadt Nagold deren Kreisstadt Calw ist und im gleichnamigen Landkreises Calw (Baden-Württemberg) liegt.

## Größte und kleinste Kreisstadt
Die größte kreisangehörige Kreisstadt in Deutschland ist Paderborn mit rund 158.000 Einwohnern (abgesehen von den Kommunalverbänden besonderer Art Hannover, Aachen und Saarbrücken), die kleinste mit rund 5300 Einwohnern ist Cochem.

## In anderen Staaten
- Bezirkshauptstadt (Österreich, DDR)
- County Seat (USA, Kanada)